# Convoi no 22B du 20 septembre 1943
Le convoi n° 22B du 20 septembre 1943 est le vingt-troisième convoi de déportation à quitter, au cours de la Seconde Guerre mondiale, le territoire belge en direction d'Auschwitz-Birkenau,. Le convoi XXIIB emmènera vers la mort, Ita Gronowski, la sœur de Simon Gronowski.
Le convoi XXII B comportait 794 déportés : 379 hommes, 415 femmes, dont 138 enfants de moins de seize ans.
La lettre "B" signifiait qu'il était composé de juifs belges. Les Juifs belges avaient pu jusqu'en septembre 1943 « bénéficier » d'un traitement de faveur pour peu qu'ils se conforment aux ordonnances des Allemands. Ces derniers commencèrent en effet à déporter les juifs « étrangers » réfugiés en Belgique. Durant les rafles de l'été 1942, les Allemands avaient toutefois arrêté des juifs belges. La reine Élisabeth avait vivement  protesté et était parvenue à en faire libérer 303. Le 20 juillet 1943, la protection relative dont bénéficiaient les ressortissants belges est définitivement levée et le convoi XXII B est constitué. Le convoi XXIIB est également celui qui emmènera vers la mort Ita Gronowski, la sœur de Simon Gronowski.
Le convoi XXII B sera le dernier de l'année 1943.